# Луч-5А
«Луч-5А» — российский телекоммуникационный спутник-ретранслятор, созданный АО «Информационные спутниковые системы» имени академика М. Ф. 
 Решетнёва по государственному контракту с Федеральным космическим агентством России на основе легкой платформы «Экспресс-1000». «Луч-5А» стал первым из четырёх спутников, являющихся частью многофункциональной космической системы ретрансляции (МКСР) «Луч», наряду с «Луч-5Б», «Луч-5В» и экспериментальным «Енисей-А1» (ранее «Луч-4»).

## Назначение
Спутник-ретранслятор «Луч-5А» будет работать с низколетящими спутниками с высотой орбит до 2000 км над поверхностью Земли, такими как пилотируемые космические комплексы, космические корабли, а также ракеты-носители, разгонные блоки и др. КА «Луч» будут принимать от них информацию (как телеметрическую, так и целевую) на участках полёта, находящихся вне зон видимости с территории России, и ретранслировать её в режиме реального времени на российские земные станции. В то же время, будет обеспечена возможность передачи команд управления на эти КА.
«Луч-5А» сможет с высокой точностью ориентировать свои антенны на низколетящие объекты ракетно-космической техники, захватывать и сопровождать их по трассе полета. Для этого, КА будет иметь две большие антенны с узкими диаграммами направленности (одна Ku-диапазона, другая — S-диапазона), каждая из которых сможет независимо сопровождать свой объект.

## Запуск
Запуск спутника с помощью РН Протон-М с разгонным блоком Бриз-М осуществлен 11 декабря 2011 года в 15:17:00 MSK. Запуск был произведён с площадки 81 (ПУ № 24) космодрома Байконур совместно с израильскими КА АМОС-5. Запуск двух спутников стал девятым стартом ракеты «Протон» в 2011 году и 372-м пуском начиная с 1965 года. Также, он стал третьим кластерным пуском РН «Протон» с коммерческими КА. Ранее таким образом были выведены российские спутники связи «Экспресс-АМ44» и «Экспресс-МД1» в парном пуске в феврале 2009 года, а также КА SES-3 и казахстанский КА KazSat-2 в июле 2011.

## История и текущее состояние
- Декабрь 2002 г. На рассмотрение Научно-технического совета Росавиакосмоса представлен проект космического комплекса «Луч-М» многофункциональной космической системы ретрансляции (МКСР) «Луч» с геостационарными аппаратами «Луч-5А», «Луч-5Б» и «Луч-4». Решением НТС было рекомендовано первым для МКСР сделать КА «Луч-5А»[9];
- Январь 2010 г. В ОАО «ИСС» приступили к изготовлению нового космического аппарата-ретранслятора «Луч-5А»[13];
- Октябрь 2010. Успешно завершены динамические испытания конструкции антенно-фидерных устройств космического аппарата «Луч-5А»[14].
- Февраль 2011 г. Завершены транспортировочные испытания модели КА «Луч-5А». Эта модель является прототипом лётной конструкции реального спутника, с помощью которой тестируется способность аппарата выдерживать нагрузки в процессе транспортировки и запуска на орбиту[15].
- Март 2011 г. Успешно завершен цикл высокочастотных испытаний модуля целевой аппаратуры спутника-ретранслятора «Луч-5А». В частности, было отработано функционирование бортового комплекса контроля и управления, ретранслятора системы сбора передачи данных, бортового ретрансляционного комплекса СДКМ глобальных навигационных систем[16].
- 10 ноябрь 2011 г. космический аппарат «Луч-5А» доставлен на космодром «Байконур», после чего началась подготовка к запуску РН «Протон-М» с разгонным блоком «Бриз-М»[17].
- 11 декабря 2011 г. Спутник запущен в космос.
- 12 декабря 2011 г. Спутник вышел на целевую орбиту. Начались его лётные испытания. Предполагаемая длительность — около года[18].
- 13 января 2012 г. «Луч-5А» приведён в промежуточную рабочую точку 58,5° в.д. для тестирования. Платформа космического аппарата прошла начальные проверки[19].
- После временного нахождения в точке стояния 95° в.д.[20], в декабре 2012 года «Луч-5А» был переведён в точку 167° в.д[5][21].

### Задержка с началом штатной эксплуатации системы МКСР
По словам президента ОАО «Спутниковая система „Гонец“» Дмитрия Баканова, штатная эксплуатация системы МКСР не может начаться до 2015 года, так как необходимое оборудование для ретрансляции сигнала через «Лучи» всё ещё не установлено на Международной космической станции. Кроме того, разработка терминального оборудования для снятия телеметрии с разгонных блоков ракет-носителей началась только лишь в 2012 году.
В декабре 2015 система МКСР с КА серии «Луч» принята в опытную эксплуатацию.
Управление КА осуществляется из ЦУП ЦНИИМаш.

## Конструкция

### Платформа
КА «Луч-5А» построен на спутниковой платформе Экспресс-1000К, которая является самой лёгкой из всех платформ Экспресс. Одной из особенностей платформы является комбинированная система терморегулирования, где применяется полностью резервированный жидкостный контур. Оборудование платформы размещено на сотопанелях (с внутренним строением пчелиных сот), которые в свою очередь крепятся на изогридную («вафельную») центральную трубу. На спутнике применяются солнечные батареи производства ОАО «Сатурн» (г. Краснодар) на основе трёхкаскадных арсенид-галлиевых фотопреобразователей и стационарные плазменные двигатели СПД-100 производства ОКБ «Факел» (г. Калининград) для осуществления коррекции по долготе.
Масса спутника на орбите — около 1139 кг (сухая масса 950 кг) и он имеет срок активного существования более 10 лет. Мощность передаваемая полезной нагрузке — 1500 Вт.

### Полезная нагрузка
Полезная нагрузка КА «Луч-5А» обладает следующими характеристиками:
- 7 транспондеров S- и Ku-диапазонов. ЭИИМ стволов: 23-59.6 дБВт, G/T (добротность стволов): 16.5-25.1 дБ/К[9].
- Две 4,2-метровые трансформируемые антенны (выполненные по схеме «зонтик») с узкими диаграммами направленности: одна из антенн работает в Ku-диапазоне частот, другая — в S-диапазоне. Пропускная способность каналов: Ku-диапазона 150 Мбит/с, S-диапазона — до 5 Мбит/с. Спицы антенн изготовлены из композиционных материалов, а радиоткань из позолоченной микропроволоки. Кроме того, антенны оборудованы следящими электромеханическими приводами для сопровождения объектов ракетно-космической техники[4][12].
- Прием сигналов системы «КОСПАС-САРСАТ» в P-диапазоне и их ретрансляции в L-диапазоне частот на земные станции. Также предусмотрена возможность сбора и передачи гидрометеорологической информации системы «Планета-С».
- Ретрансляторы российской системы дифференциальной коррекции и мониторинга (СДКМ). Через эти ретрансляторы со специальных земных опорных станций будут передаваться дифференциальные поправки к измерениям, которые осуществляются по спутникам системы ГЛОНАСС, что позволит увеличить точность измерения сигнала ГЛОНАСС до сантиметров на территории России.

## Подрядчики
КА «Луч-5А» изготавливался на основе широкой кооперации между различными российскими и иностранными производителями:
- ОАО «Информационные спутниковые системы» имени академика М.Ф. Решетнёва» отвечал за создание модуля служебных систем, а также за интеграцию, сборку, регулировку, настройку и выходные характеристики модуля целевой аппаратуры этого спутника. Кроме того, ОАО «ИСС» изготавливал большое количество составных элементов модуля целевой аппаратуры: конструкцию, систему терморегулирования, механические системы, антенно-фидерную систему, включая все антенно-фидерные тракты и СВЧ элементы, а также систему наведения антенн. Для этого привлекались , ФГУП «НПП „Радиосвязь“» (г. Красноярск), ФГУП «НИИ ПП» (г. Москва).
- ФГУП НИИР (г. Москва) разработало,изготовило и поставило ретранслятор, обеспечивающий: прием сигналов системы «КОСПАС-САРСАТ» в P-диапазоне и их ретрансляции в L-диапазоне частот на земные станции, а также сбор и передачу гидрометеорологической информации системы «Планета-С».
- Французское подразделение компании Thales Alenia Space поставило блоки усилителей мощности и другие составные части бортового ретранслятора.
- Японская фирма Sumitomo/Nec изготовила малошумящие усилители, передатчики аппаратуры «Маяк»[7].